# Polona Peharc
Polona Peharc, slovenska alpska smučarka, * 6. september 1963, Tržič. 
Najboljši rezultat v svetovnem pokalu je dosegla 1. decembra 1983, ko je osvojila deseto mesto na slalomu v Kranjski Gori.